# Mairie de Gangdong-gu (métro de Séoul)
Mairie de Gangdong-gu (en coréen : 강동구청역 et officiellement en anglais : Gangdong-gu Office station) est une station de la ligne 8 du métro de Séoul. Elle est située, 319 Seongnae-dong, dans l'arrondissement de Gangdong-gu à Séoul en Corée du Sud.

## Situation sur le réseau

Plan du réseau (2023)

## Services aux voyageurs

### Desserte

Installations
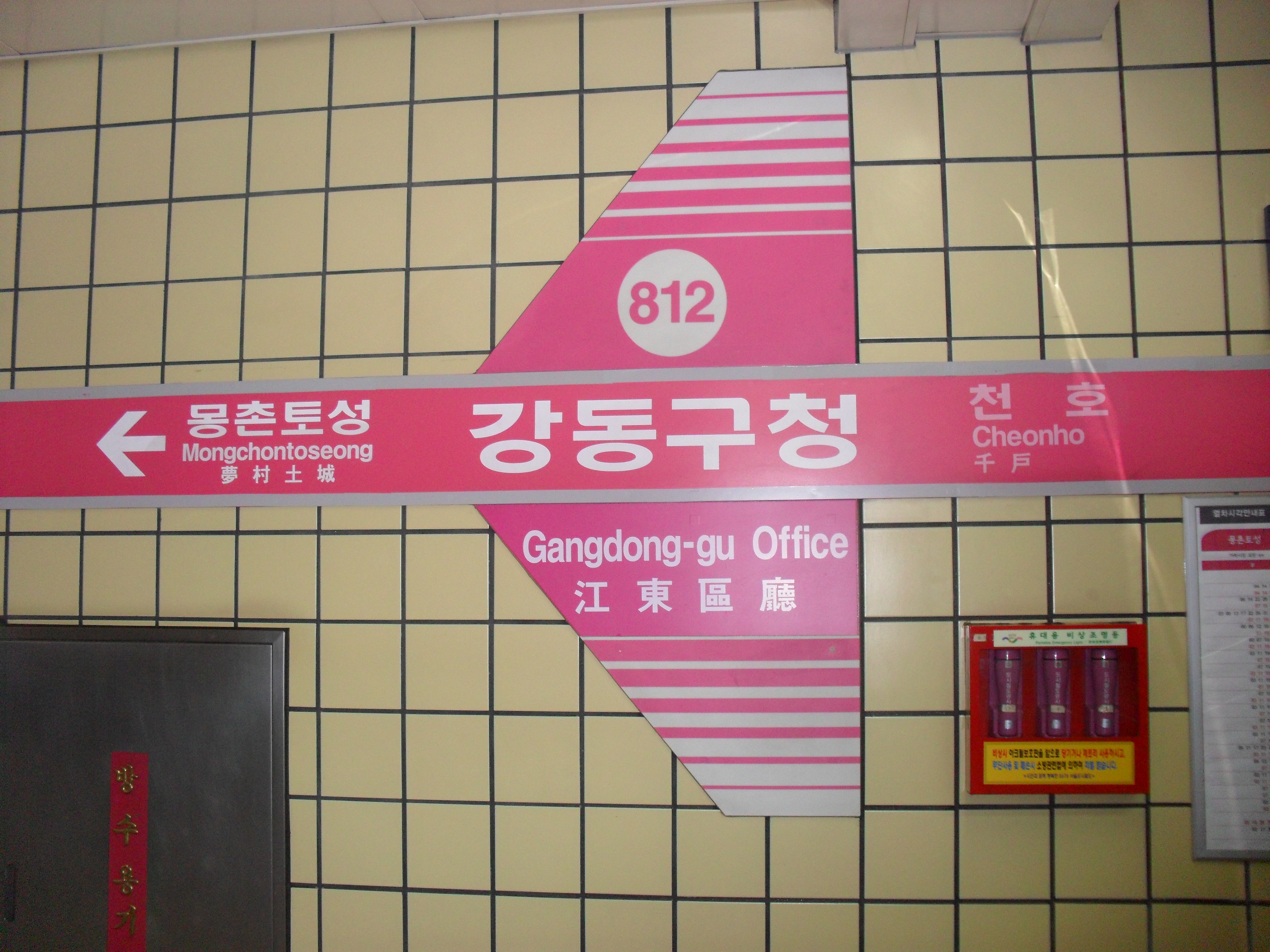
En 2011.
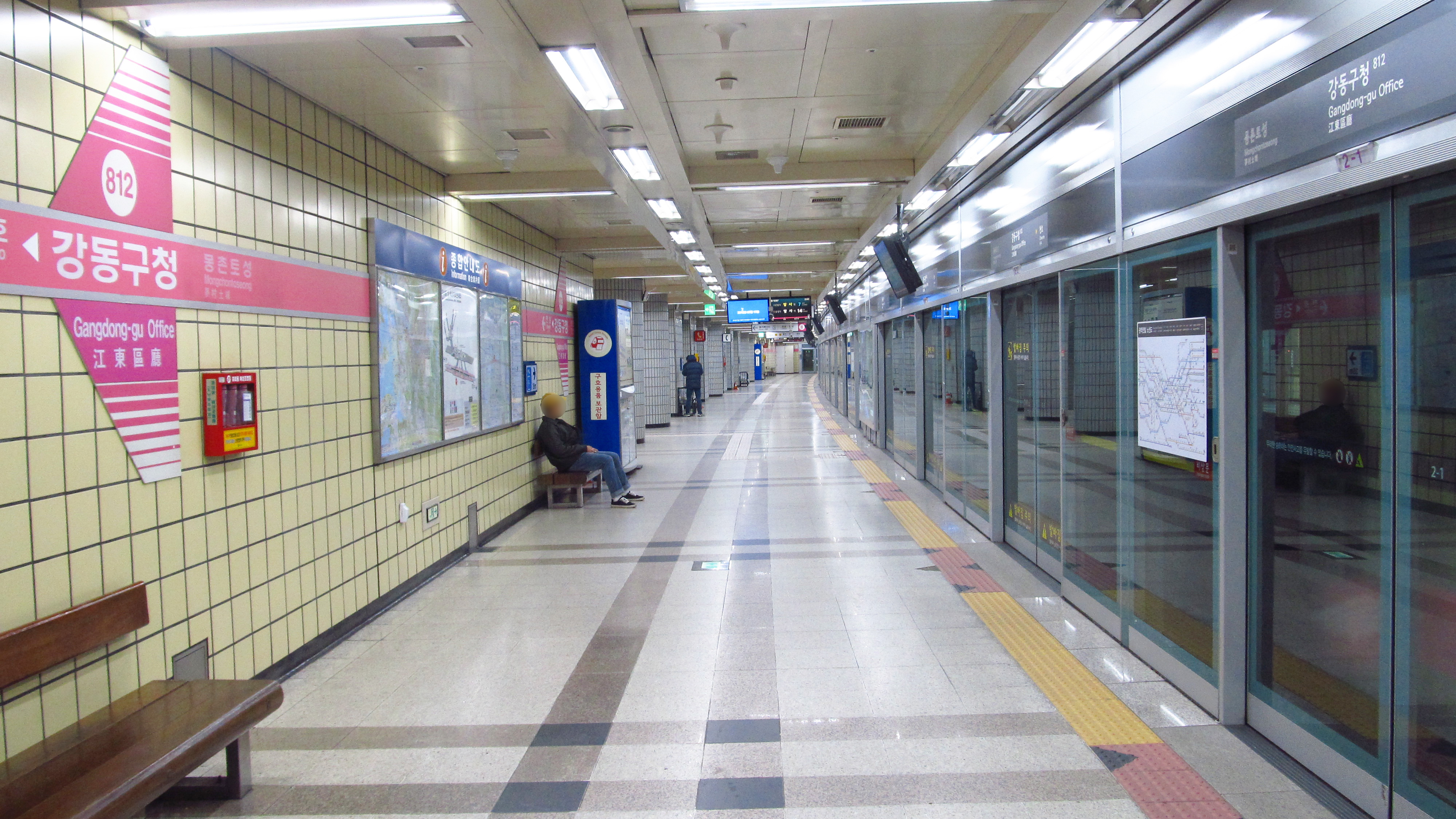
En 2018.